# Bataille de Sullivan's Island
Batailles
Théâtre sud de la guerre d'indépendance des États-Unis (1775-1779)
- Gunpowder Incident
- Kemp's Landing
- Snow Campaign
- Savage's Old Fields
- Great Bridge
- Norfolk
- Moore's Creek Bridge
- Rice Boats
- Sullivan's Island
- Lindley's Fort
- Thomas Creek
- Frederica
- Alligator Bridge
- Prise de Savannah
- Beaufort
- Kettle Creek
- Brier Creek
- Stono Ferry
- Siège de Savannah

La bataille de Sullivan's Island (ou bataille de Fort Sullivan) se déroule le 28 juin 1776 à Sullivan's Island près de Charleston en Caroline du Sud durant la guerre d'indépendance des États-Unis. Elle prend place lors de la première tentative britannique de capturer Charleston alors aux mains des patriotes américains. Elle est aussi parfois appelée premier siège de Charleston, en raison du siège britannique de 1780.
Les Britanniques organisent une expédition au début de 1776 afin de mener des opérations militaires dans les colonies sudistes rebelles. Retardée par des préoccupations logistiques et le mauvais temps, l'expédition atteint finalement la côte de la Caroline du Nord en mai 1776. En trouvant les conditions impropres à leurs opérations, le général Henry Clinton et l'amiral Sir Peter Parker décident plutôt d'agir contre Charleston en Caroline du Sud. Arrivant sur zone au début du mois de juin, les troupes débarquent à Long Island, près de Sullivan's Island, où le colonel William Moultrie commande un fort partiellement construit, en vue d'un bombardement naval et d'un assaut terrestre. Le général Charles Lee, commandant du Département du Sud (en) qui est responsable du théâtre sud des opérations, assure la supervision des opérations dans la zone.
L'assaut terrestre est contrecarré par la trop grande profondeur des eaux dans le canal entre les deux îles, et les défenses américaines empêchent un débarquement amphibie. Le bombardement naval a finalement peu d'effet en raison du sol sablonneux et de la nature des matériaux, notamment le palmetto, utilisés pour la construction du fort. Le feu précis des Américains entraine des dégâts considérables à la flotte britannique, qui se retire après un bombardement d'une seule journée. Les Britanniques redéploient ce contingent expéditionnaire vers New York, et ne reviennent en Caroline du Sud qu'en 1780.

## Contexte
Lorsque la guerre d'indépendance des États-Unis éclate en 1775, la ville de Charleston dans la colonie de Caroline du Sud est un important centre de commerce dans le sud de l'Amérique du Nord. Les citoyens de la ville se sont joints à d'autres colons pour s'opposer aux tentatives du parlement britannique de les taxer, et le recrutement de la milice augmente après la batailles de Lexington et Concord en avril 1775. Tout au long de 1775 et en 1776, les recrues pour la milice arrivent dans la ville depuis l'arrière-pays de la colonie et les fabricants et les commerçants de ville commencent à produire du matériel de guerre tandis que les fortifications commencent à prendre forme autour de la ville.

### Opérations britanniques

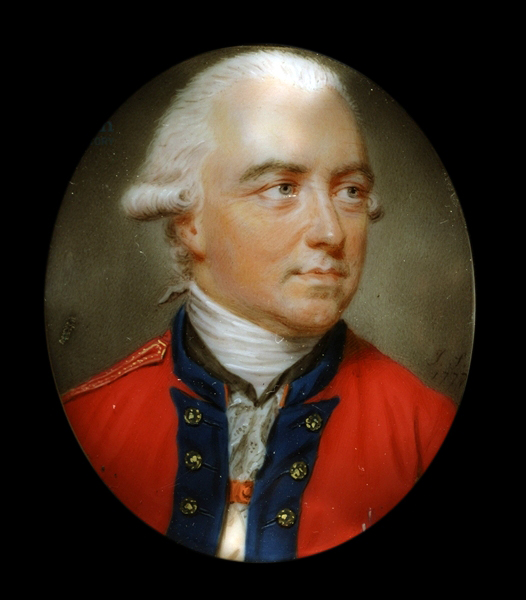
Le général britannique Henry Clinton.

En 1775, les forces britanniques en Amérique du Nord sont principalement occupées par le siège de Boston. En cherchant des bases d'opérations où ils auraient plus de contrôle, les Britanniques planifient une expédition dans les colonies du sud. Le major-général Henry Clinton, alors à Boston, doit se rendre au cap Fear, en Caroline du Nord afin de rejoindre des loyalistes écossais levés dans l'arrière-pays de la colonie ainsi qu'une force de 2 000 Irlandais sous le commandement du major-général Charles Cornwallis.
Dès son origine, le plan comporte de nombreuses difficultés. L'expédition irlandaise, initialement supposée partir au début du mois de décembre 1775, est retardée par des difficultés logistiques, et ses 2 500 soldats ne commencent finalement leur marche que le 13 février 1776, escortés par 11 navires de guerre sous le commandement de l'amiral Sir Peter Parker,. Clinton quitte Boston le 20 janvier avec deux compagnies d'infanterie légère et s'arrête d'abord à New York pour s'entretenir avec William Tryon, gouverneur royal de New York. Le major-général Charles Lee, envoyé par le major-général George Washington pour organiser la défense de New York, arrive de manière coïncidente le même jour que Clinton. Le climat à New York est à cette époque extrêmement tendu ; les forces patriotiques commencent à désarmer et à expulser les Loyalistes, tandis que la flotte britannique qui mouille devant la cité a des difficultés à se procurer des provisions. Malgré cela, Clinton ne fait aucun secret que sa cible finale se trouve dans le sud. Lee remarque qu'il s'agit là « d'une façon certainement drôle de procéder ; de communiquer son plan complet à l'ennemi est trop novateur pour qu'on lui donne du crédit ». Et ce n'est même pas le premier avertissement aux colons ; une lettre interceptée en décembre avait déjà révélé que les Britanniques envisageaient d'aller vers le Sud.
Clinton arrive à Cape Fear le 12 mars, s'attendant à trouver les troupes loyalistes déjà sur zone. Il rencontre les gouverneurs royaux de la Caroline du Nord et de la Caroline du Sud, respectivement, Josiah Martin (en) et Lord William Campbell, et apprend que les loyalistes écossais ont déjà été vaincus à la bataille de Moore's Creek Bridge deux semaines plus tôt. Clinton reçoit également des plaidoyers d'assistance du gouverneur royal de Géorgie, James Wright, qui arrêté, avait réussi à s'enfuir à bord du HMS Scarborough.
La flotte de Parker effectue une traversée extrêmement difficile. Battus par les tempêtes et la haute mer, les premiers navires de la flotte ne rejoignent Cape Fear que le 18 avril et Cornwallis n'arrive que le 3 mai. Après plusieurs semaines où  les troupes britanniques pillent les propriétés des patriotes, Clinton, Cornwallis et Parker concluent que Cape Fear n'est pas une base convenable pour d'autres opérations. Parker qui avait envoyé des navires en reconnaissance le long de la côte, reçoit des rapports sur l'état des défenses inachevées de Charleston qui sont suffisamment prometteurs pour que la décision soit prise d'aller là-bas.

### Défenses américaines

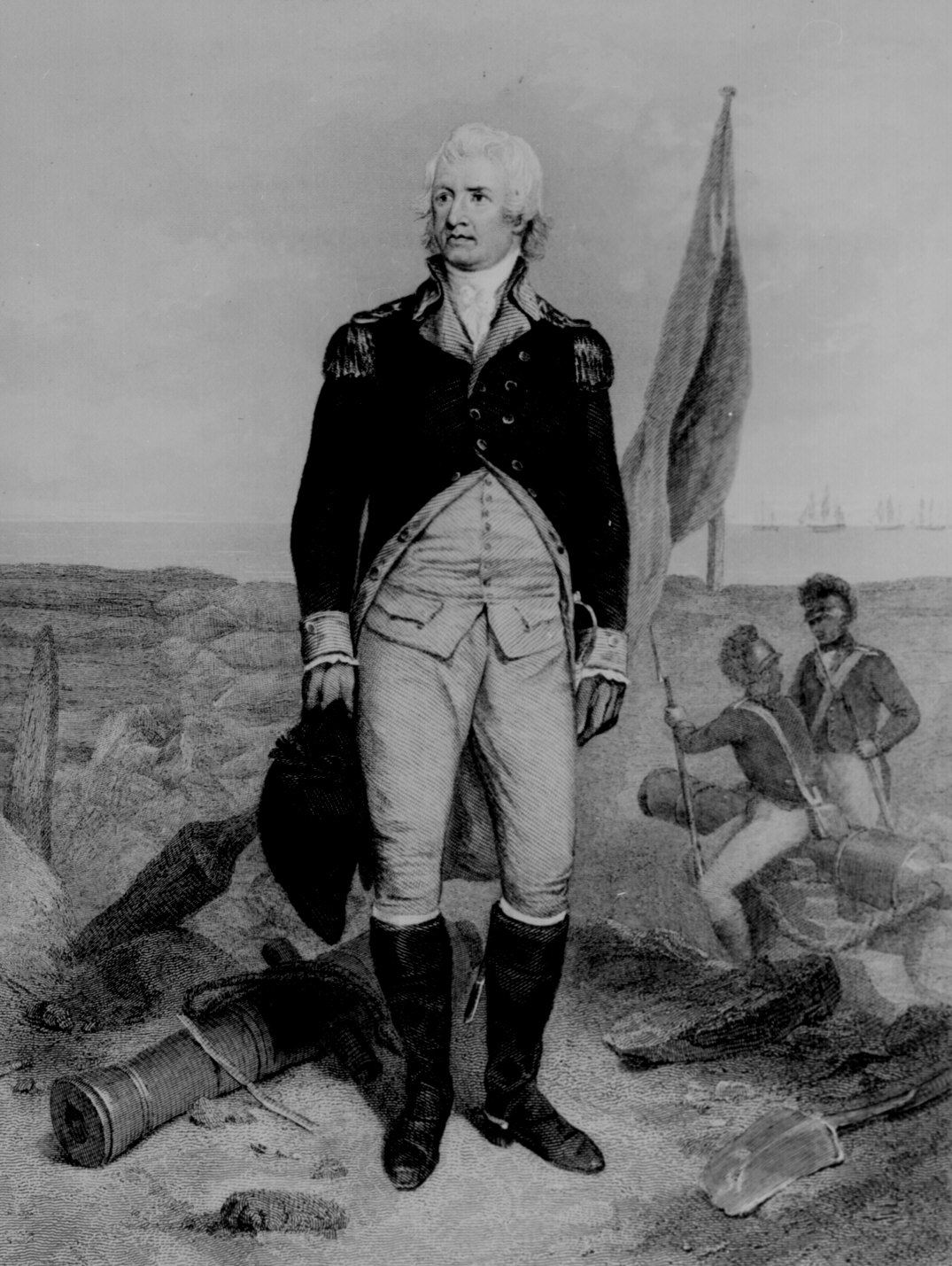
Le colonel américain William Moultrie.

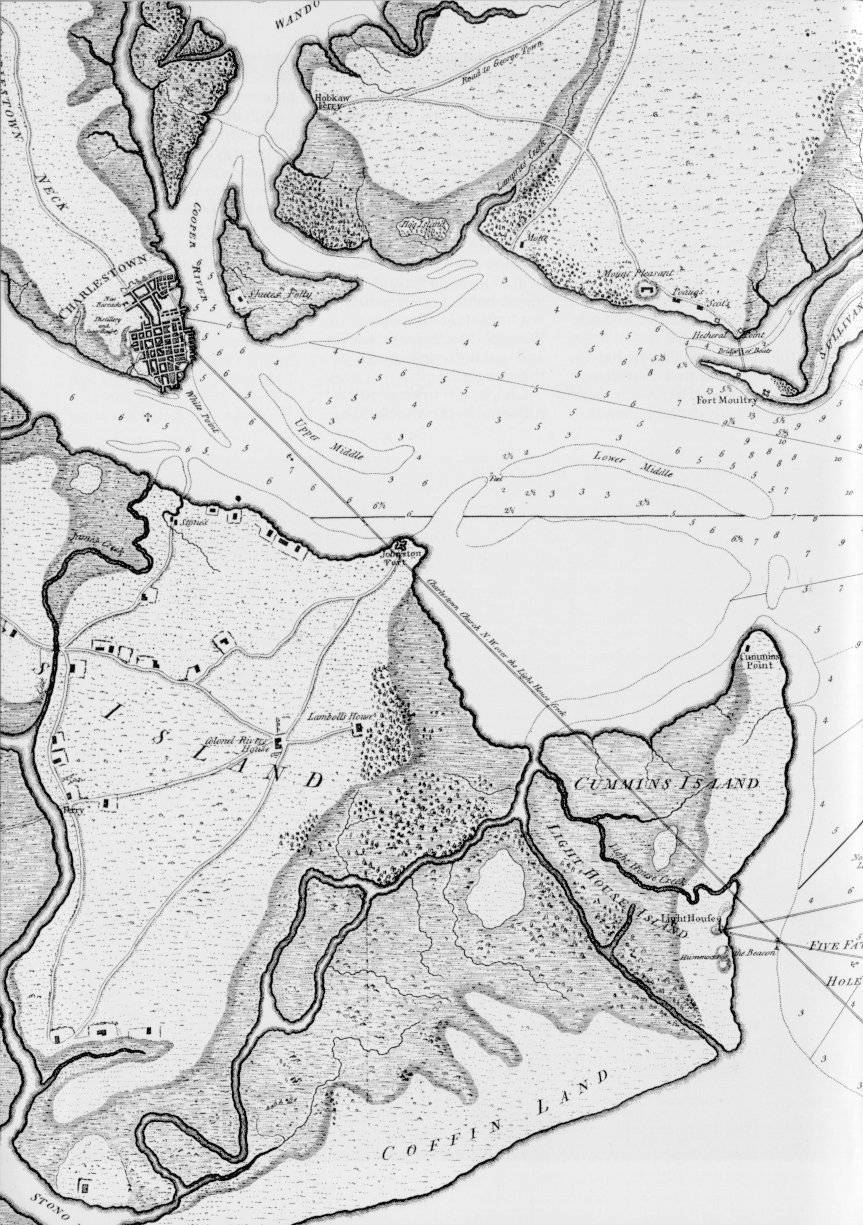
Le port de Charleston en 1776.

John Rutledge, récemment élu président de l'Assemblée générale, l'épine dorsale du gouvernement révolutionnaire de la Caroline du Sud, organise une force de défense sous le commandement du colonel William Moultrie, un ancien milicien ayant notamment combattu contre les Amérindiens,. Ces forces comprennent trois régiments d'infanterie, deux régiments de fusiliers et un petit régiment d'artillerie ; auxquelles s'ajoutent trois compagnies indépendantes d'artillerie, portant le total des forces à environ 2 000 hommes. Ces forces augmentent encore avec l'arrivée des régiments continentaux de la Caroline du Nord et de la Virginie (1 900 soldats), ainsi que de la milice composée de 2 700 hommes issus de Charleston et de son arrière-pays.
Moultrie décide de faire construire un fort pour protéger l'entrée de Charleston contre les navires ennemis à Sullivan's Island, une petite étendue de terre sablonneuse à l'entrée du port et s'étendant sur 6,4 km long et quelques centaines de mètres de large. Un grand navire entrant dans Charleston doit d'abord traverser « Charleston Bar », une série de bancs de sable immergés se trouvant à environ 13 km au sud-est de la ville, puis passer par l'extrémité sud de Sullivan's Island pour entrer dans le canal qui conduit vers le port intérieur. Par la suite, il doit également passer l'extrémité nord de James Island (South Carolina) (en), où Fort Johnson commande l'approche du sud-est de la ville. Moultrie et son 2e régiment de Caroline du Sud arrivent sur Sullivan's Island en mars 1776 et commencent la construction d'une forteresse à partir de grumes de palmetto pour défendre l'île et le canal devant le port de Charleston. La construction avance lentement ; le capitaine Peter Horry (en), du détachement naval des patriotes, décrit le site comme « un immense enclos de 500 pieds de long et 16 pieds de large, rempli de sable pour arrêter le tir ». Les plates-formes qui soutiennent les canons sont faites de planches de 5 cm d'épaisseur et fixées avec des pointes en bois.
Le Congrès nomme le général Lee pour commander les troupes de l'armée continentale dans les colonies du sud, et ses mouvements à terre suivent ceux de la flotte de Clinton qui navigue vers le sud. Lee écrit depuis Wilmington le 1er juin que la flotte continue à naviguer, mais qu'il ne sait pas si elle se dirige vers la Virginie ou la Caroline du Sud. Il se dirige finalement vers Charleston, en avouant ne pas être  sûr d'y trouver l'ennemi,. Il arrive à Charleston peu de temps après que la flotte se soit ancrée devant le port et prend le commandement des défenses de la ville. Il se heurte aussitôt à un problème : les troupes de la Caroline du Sud, la milice et les régiments coloniaux ne sont pas formellement sous son autorité. Certaines troupes de Caroline du Sud refusent ses instructions, et Rutledge doit intervenir en proclamant Lee au commandement de toutes les forces de la Caroline du Sud.
Le Fort Sullivan ne dispose alors que d'un mur achevé côté mer, fait de grumes de palmetto de 6,1 m de haut et 16,9 m de large. Les murs sont remplis de sable et s’élèvent à 3,0 m au-dessus des plates-formes en bois sur lesquelles l'artillerie est montée. Une palissade dressée à la hâte de planches épaisses permet de protéger le magasin de poudre et les murs du nord inachevés. Trente et un canons, allant de 9 et 12 livres et quelques canons britanniques de 18 livres et français de 26 livres sont disposés le long des murs avant et arrière. Le général Lee, en constatant l'inachèvement du fort recommande de l'abandonner en le surnommant « parc d'abattage ». Le président Rutledge refuse et ordonne au colonel Moultrie « d'obéir [à Lee] en tout, sauf en quittant le Fort Sullivan ». Les tactiques dilatoires de Moultrie énervent tellement Lee que ce dernier décide le 27 juin de le replacer, mais la bataille commence le lendemain avant qu'il puisse le faire. Lee organise des plans pour une retraite ordonnée à Haddrell's Point.

## Bataille

### Arrivée des Britanniques

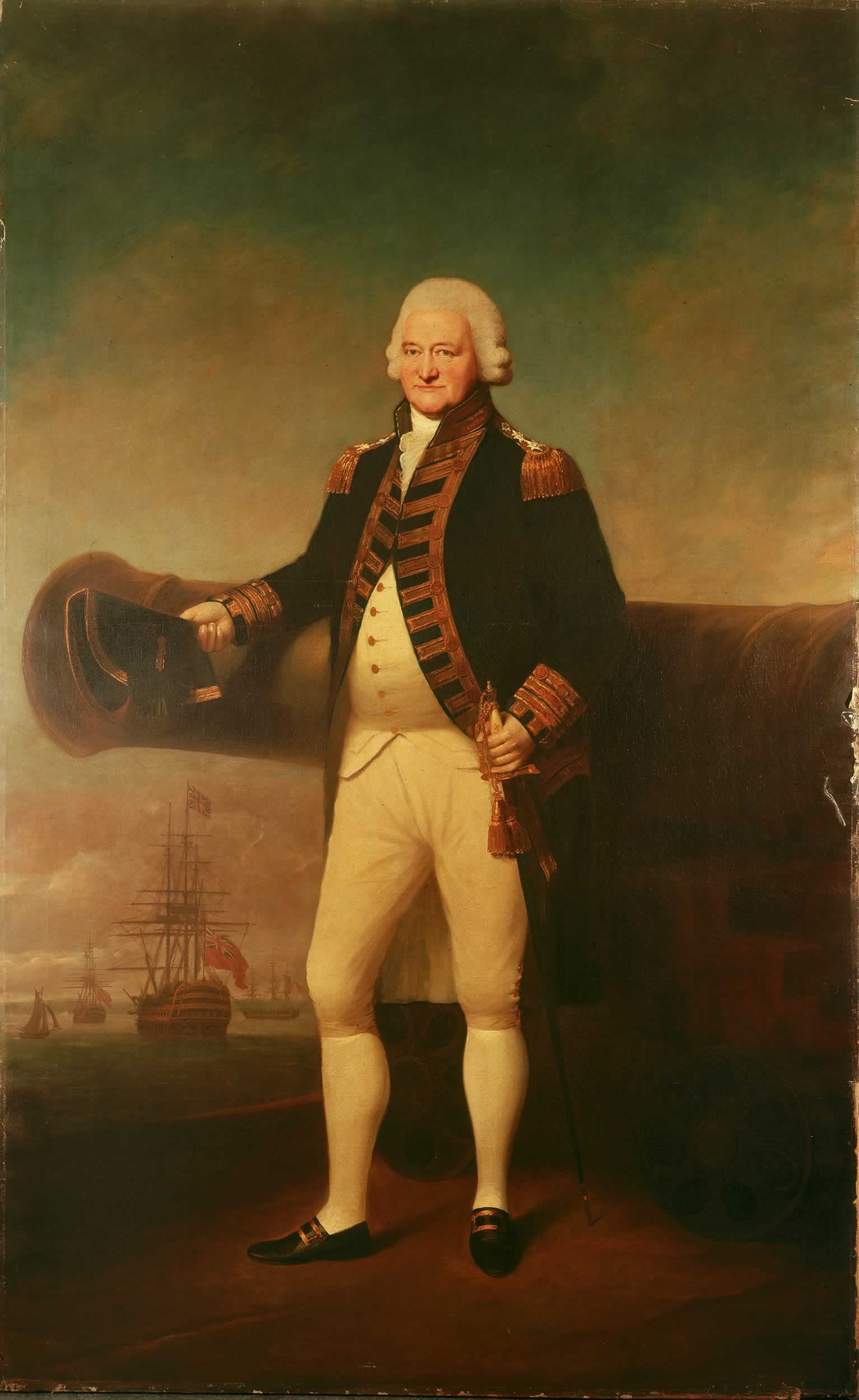
L'amiral britannique Peter Parker.

La flotte britannique lève l'ancre à Cape Fear le 31 mai et arrive au large du port de Charleston le lendemain. Moultrie remarque un navire de reconnaissance britannique apparemment à la recherche d'éventuels points d'atterrissage à proximité de Long Island (actuellement connu sous le nom de Isle of Palms), à seulement quelques centaines de mètres de Sullivan's Island. Des troupes sont alors envoyées pour occuper l'extrémité nord de l'île. Le 8 juin, la plus grande partie de la flotte britannique a franchi la « Charleston Bar » et s'est ancrée à Five Fathom Hole, un mouillage entre les bancs de sable et l'entrée du port. Avec le fort de Sullivan's Island inachevé, l'amiral Parker exprime sa confiance en ses navires de guerre pour facilement briser ses murs. D'une manière optimiste, croyant qu'il n'a même pas besoin des forces terrestres de Clinton, il écrit à ce dernier qu'après avoir fait taire les canons du fort, il compte débarquer ses propres hommes sous la couverture de ses canons et conserver la position jusqu'à l'arrivée des troupes terrestres,.
La flotte britannique est composée de neuf Man'o'war : le navire amiral de 50 canons HMS Bristol, un second 50 canons, le HMS Experiment et les frégates HMS Actaeon, HMS Active, HMS Solebay, HMS Siren, HMS Sphinx, HMS Friendship et la bombarde HMS Thunder ; soit un total de 300 canons embarqués. Les forces terrestres de l'expédition se composent des 15e, 28e (en), 33e (en), 37e (en), 54e (en) et 57e (en) régiments à pied, et une partie du 46e (en),.  Le 7 juin, Clinton publie une proclamation demandant aux colons rebelles de déposer leurs armes. Cependant, les défenseurs américains, inexpérimentés, tirent sur le bateau chargé de délivrer le message et qui pourtant bat pavillon blanc ; en conséquence le message doit attendre le lendemain pour parvenir aux Américains. Le même jour, Clinton commence à débarquer 2 200 soldats à Long Island avec l'intention de les faire traverser le canal entre Long Island et Sullivan's Island, que les Britanniques croient assez peu profond, tandis que la flotte bombarde Fort Sullivan.
Le général Lee répond au débarquement britannique avec plusieurs actions. Il commence à renforcer les positions sur le continent au cas où les Britanniques aient l'intention de lancer une attaque directement sur Charleston. Il tente également de construire un pont de bateaux pour fournir une voie de retraite à la garnison du fort, mais cela échoue parce qu'il n'y a pas assez de bateaux pour franchir le canal large d'environ 1,6 km entre l'île et Charleston ; la réticence de Moultrie et de Rutledge à soutenir cette action peut également avoir joué un rôle. Les Américains construisent également un retranchement à l'extrémité nord de l'île de Sullivan, qui est occupée par plus de 750 hommes et trois petits canons,, et commencent à fortifier un poste de garde à Haddrell's Point situé sur le continent à l'opposé de Fort Sullivan.
Le général Clinton rencontre le premier problème majeur du plan d'attaque le 17 juin. Lors d'une tentative pour traverser le chenal entre les deux îles, les Britanniques se rendent compte que l'eau monte au niveau des épaules, et qu'il est donc trop profond pour que les troupes puissent traverser même sans la perspective d'une opposition ennemie. Clinton envisage alors d'utiliser des bateaux pour transporter les troupes, mais les Américains, avec les conseils opportuns du général Lee, adoptent une position défensive qui est pratiquement impossible à bombarder depuis les navires ou Long Island. En conséquence, les forces britanniques et américaines s'affrontent dans un premier temps depuis chaque berge à travers le canal, se livrant à des tirs occasionnels en grande partie sans conséquence en raison de la longue distance. Clinton affirme alors que l'amiral Parker aurait « la gloire d'être vaincu seul ». L'attaque principale est initialement prévue pour le 24 juin, mais les mauvaises conditions météorologiques poussent Parker à l'annuler pendant plusieurs jours.

### Action principale

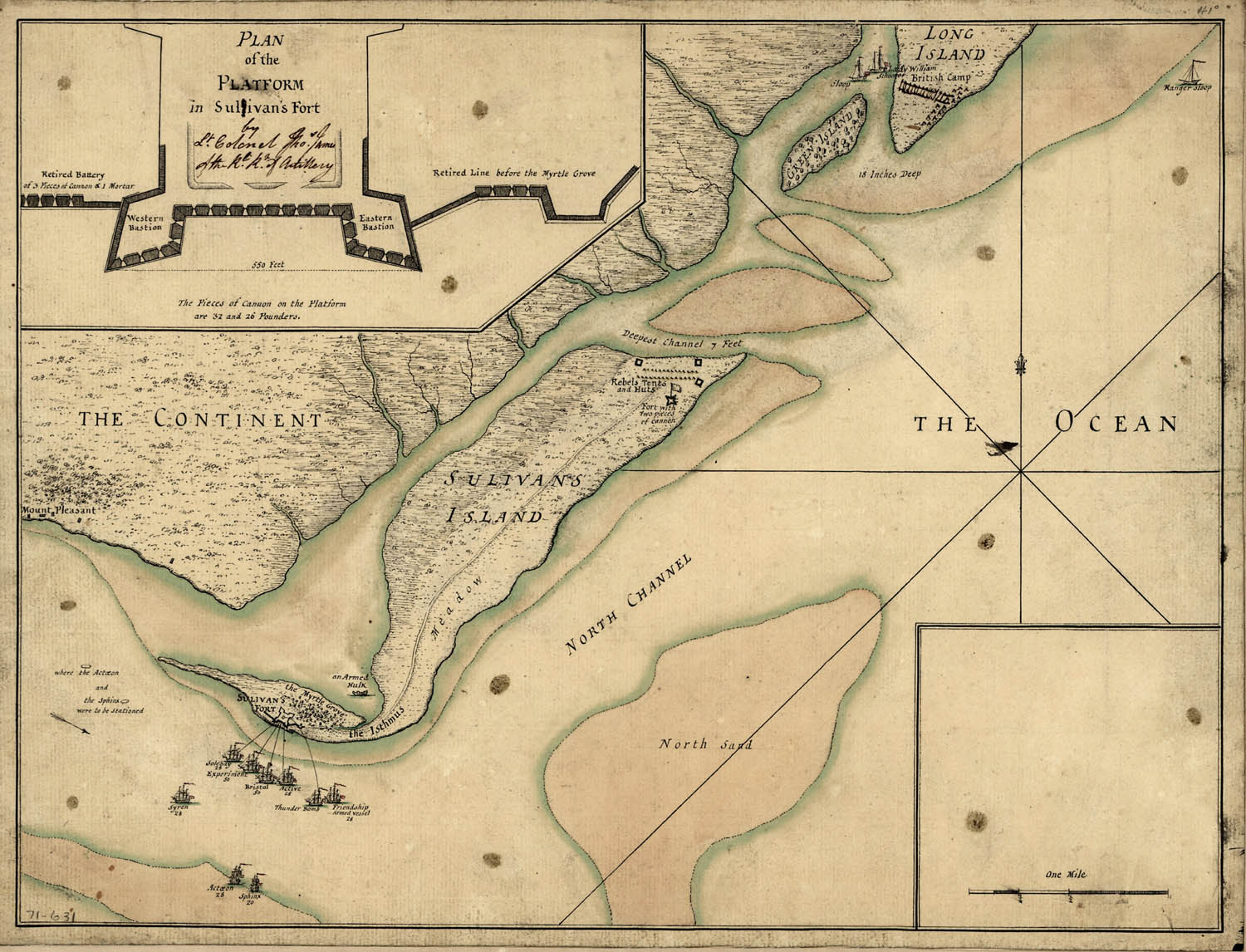
Carte de la bataille de Sullivan's Island, réalisée par un officier de l'armée britannique (1776).

Dans la matinée du 28 juin, Fort Sullivan est défendu par le colonel Moultrie, commandant le 2e régiment de Caroline du Sud et une compagnie du 4e régiment d'artillerie de Caroline du Sud, soit au total 435 hommes. Vers 9 heures du matin, un navire britannique donne au canon le signal que tout était prêt pour l'attaque. Moins d'une heure plus tard, les neuf navires de guerre prennent position face au fort. Le Thunder et le Friendship sont à environ 2,4 kilomètres du fort tandis que Parker mène les navires Active, Bristol, Experiment et Solebay à environ 370 m de Sullivan's Island, en position d'effectué des bordées sur le fort. Chacun de ces navires commence à tirer sur le fort dès qu'il atteint sa position ; les Américains répondant dans la foulée. Bien que beaucoup de tirs du Thunder aient atterri dans ou près du fort, ils ont peu d'effet ; selon Moultrie : « Nous avions un bourbier au milieu, qui les engloutissait instantanément, et ceux qui tombèrent dans le sable dans et autour du fort, furent aussitôt ensevelis ». La participation du Thunder au bombardement est également relativement courte. Ce dernier est ancré trop loin du fort, et la surcharge de ses mortiers avec de la poudre supplémentaire pour augmenter leur portée finit par les faire sortir de leurs montures. En raison de la pénurie de poudre, les hommes de Moultrie effectuent leurs tirs à une cadence relativement faible, et seuls quelques officiers opèrent les canons. Ils tirent également en petites volées, quatre canons à la fois. Un observateur britannique écrit : « Leurs tirs étaient étonnamment bien servis » ; « lent, mais décisif, ils [les Américains] ont été très calme et ont pris soin de ne tirer que lorsque leurs canons étaient extrêmement bien ajustés ».
Le général Clinton commence des mouvements pour faire traverser ses troupes et atteindre l'extrémité nord de Sullivan's Island. Couvert par deux sloop-of-war, la flottille de chaloupe transportant les soldats se retrouve sous le feu des hommes du colonel William Thomson. Face à des tirs de barrage de boîtes à mitraille et de fusil, Clinton décide d'abandonner la traversée.
Vers midi, les frégates Sphinx, Syren et Acteon sont envoyées par une route détournée afin d'éviter certains bancs, prendre position pour effectuer des tirs en enfilade contre la principale plate-forme de tir du fort et couvrir l'une de ses principales voies de retrait. Cependant, les trois navires s'échouent sur un banc de sable inexploré, et les gréements de l'Actaeon et de la Sphinx s'enchevêtrent dans le processus. Les Britanniques réussissent à renflouer la Sphinx et la Syren, mais l'Acteon reste échouée, ayant trop avancée sur le banc de sable immergé. En conséquence, aucun de ces navires n'atteint sa position, une fortune que le colonel Moultrie n'ignore pas : « Si ces trois vaisseaux avaient atteint leur but, ils nous auraient enfilés de manière à nous chasser de nos canons. ».

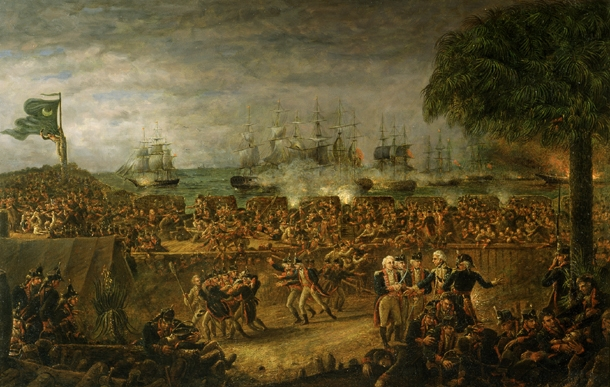
Représentation de la bataille par John Blake White, 1826

Au fort, Moultrie ordonne à ses hommes de concentrer leur feu sur les deux grands navires de guerre, le Bristol et l'Experiment, qui ont subi coup après coup par les canons du fort. Le tir de chain-shot (en) sur le Bristol finit par détruire une grande partie du gréement et endommage sévèrement le grand mât et le mât de misaine. Un tir frappe le gaillard d'arrière, blessant légèrement Parker au genou et à la cuisse. Le tir déchire également une partie de son pantalon, laissant son derrière exposé. Vers le milieu de l'après-midi, les Américains sont à court de poudre ce qui les contraint à suspendre momentanément le tir. Cependant, Lee envoie plus de munitions et de poudre depuis le continent, et les Américains reprennent leurs tirs sur les navires britanniques. Lee visite brièvement le fort tard dans la journée, en disant au colonel Moultrie : « Je vois que vous vous débrouillez très bien ici, vous n'avez aucun besoin de moi, je vais retourner en ville ». L'amiral Parker cherche finalement à détruire les murs du fort avec des canonnades persistantes. Cette stratégie échoue en raison de la nature du bois de palmier utilisé pour la construction. La structure tremble et absorbe le choc des boulets de canon, mais elle n'éclate pas. L'échange de tirs se poursuit jusqu'à environ 21 heures, lorsque l'obscurité contraint les antagonistes à cesser les hostilités, la flotte britannique se retirant hors de portée.
À un moment de la bataille, le drapeau conçu par Moultrie (en) lui-même à la demande du gouverneur colonial et qui s'élève au sommet du fort est jetée à terre par des tirs. Le sergent William Jasper (en) du 2e régiment de Caroline du Sud, en plein cœur de la bataille, récupère le drapeau tombé et le dresse à nouveau, ralliant les troupes à lui. Il le tient levé jusqu'à ce qu'un nouveau porte drapeau puisse être fourni. Moultrie lui fait crédit d'avoir ranimé l'esprit des troupes, et par la suite fait des éloges sur sa bravoure,. Une gravure représentant cet événement a été réalisée par Johannes Oertel en 1858.
Dénombrant les victimes, Parker rapporte 40 marins tués et 71 blessés à bord du Bristol, qui a été frappé plus de 70 fois entrainant beaucoup de dommages à la coque, les vergues et le gréement. L'Experiment est également gravement endommagée avec 23 marins tués et 56 blessés. L'Active et la Solebay font état chacune de 15 victimes. De leur côté, les Américains dénombrent seulement 12 tués et 25 blessés. Le lendemain matin, les Britanniques, incapables de tirer l'Acteon hors du banc de sable, incendient le navire pour l'empêcher de tomber aux mains de l'ennemi. Des patriotes à bord de petites embarcations décident de naviguer vers le navire en feu, afin de récupérer quelques-uns de ses canons, le contenu des magasins et tout ce que le navire peut encore contenir de butin, mais ils doivent faire marche arrière peu de temps avant l'explosion du magasin de poudre.

## Conséquences

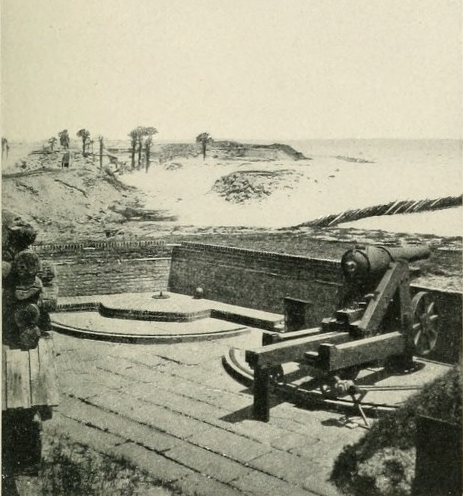
Fort Moultrie pendant la guerre civile américaine.

Les Britanniques n'ont pas tenté de reprendre le fort. Quelques jours après la bataille, Charleston apprend la signature de la Déclaration d'indépendance des États-Unis à Philadelphie, le 4 juillet 1776. Les troupes britanniques sont embarquées sur leurs transports, et le 21 juillet la flotte britannique se retire vers le nord afin d'aider le gros de l'armée britannique dans sa campagne de New York et du New Jersey. Pour couronner le tout, l'un des transports britanniques s'échoue au large de Long Island avant d'être capturé par les forces patriotiques.
Les Britanniques ne reviennent à Charleston qu'en 1780, lorsque le général Clinton assiège avec succès la ville et capture une armée entière. Mais jusqu'à ce que le Sud redevienne une cible dans la guerre à la fin de l'année 1778, ses États fournissent de l’apprivoisement militaire à l'effort de guerre du Nord et produisent des marchandises dont le commerce permet de rapporter les devises nécessaire au financement de l'effort de guerre.
L'amiral Parker et le général Clinton s'engagent après la bataille dans une guerre de mots, chacun cherchant à jeter le blâme sur l'autre pour les échecs de l'expédition. Bien que Clinton n'ait pas été blâmé par le gouvernement, l'opinion populaire l'a tenu responsable de cet échec, contrairement à Parker qui a été loué pour sa bravoure personnelle.
Fort Sullivan est rebaptisé Fort Moultrie peu de temps après la bataille pour honorer le colonel William Moultrie et sa défense réussie du fort et de la ville de Charleston. Largement modifié dans les années suivant la bataille, il est supplanté par Fort Sumter comme principale défense de Charleston avant le déclenchement de la guerre de Sécession. En 1876, pour célébrer le centenaire, des compagnies de Savannah, d'Augusta, de Macon, de Columbia, de New York et de Boston sont invitées à Charleston. Le site est pris en charge par le National Park Service en 1960, et fait maintenant partie du Fort Sumter and Fort Moultrie National Historical Park,.